# Hünfeld
Hünfeld is een gemeente in de Duitse deelstaat Hessen, en maakt deel uit van de Landkreis Fulda. Hünfeld telt 16.613 inwoners.

## Geboren
- Petra Badke-Schaub (1960), Duitse ontwerpmethodologe

## Kernen
De gemeente bestaat uit de volgende kernen (Ortsteile):

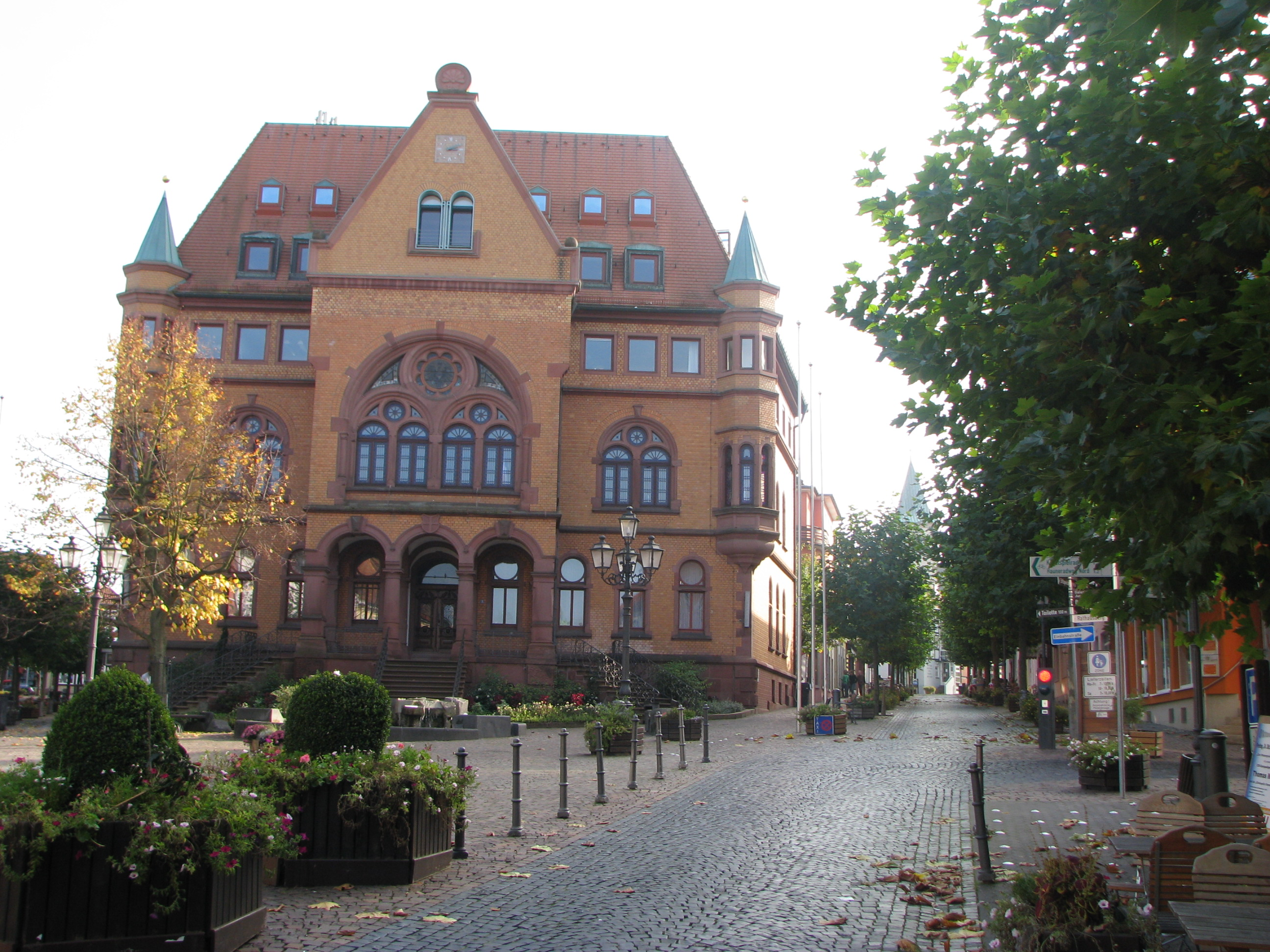
Stadhuis van Hünfeld

- Hünfeld
- Dammersbach
- Großenbach
- Kirchhasel
- Mackenzell
- Malges
- Michelsrombach
- Molzbach
- Nüst
- Oberfeld
- Oberrombach
- Roßbach
- Rudolphshan
- Rückers
- Sargenzell

Bad Salzschlirf ·
Burghaun ·
Dipperz ·
Ebersburg ·
Ehrenberg (Rhön) ·
Eichenzell ·
Eiterfeld ·
Flieden ·
Fulda ·
Gersfeld (Rhön) ·
Großenlüder ·
Hilders ·
Hofbieber ·
Hosenfeld ·
Hünfeld ·
Kalbach ·
Künzell ·
Neuhof ·
Nüsttal ·
Petersberg ·
Poppenhausen ·
Rasdorf ·
Tann